# Ambrose O'Brien
John Ambrose O'Brien, född 27 maj 1885 i Renfrew, Ontario, död 25 april 1968, var en kanadensisk industrialist och ishockeymagnat. O'Brien ägde Haileybury Hockey Club och Cobalt Silver Kings i Timiskaming Professional Hockey League. Säsongen 1910 flyttade han klubbarna, tillsammans med Renfrew Creamery Kings, till den nybildade ligan National Hockey Association, föregångarligan till NHL. O'Brien var även med i grundandet av Montreal Canadiens som debuterade i NHA samma säsong.
O'Brien valdes in i Hockey Hall of Fame 1962.